# MiXXXtape III: Смутное время
«miXXXtape III: Смутное время» (укр. Смутний час) — третій мікстейп російського реп-виконавця Oxxxymiron, випущений 12 листопада 2021 року. miXXXtape III: Смутное время, містить пісні записані в 2014-2021 роках.
Платівка містить 36 композицій, більшість з яких раніше так чи інакше публікувалися автором. З нового матеріалу до мікстейпу увійшли чотири пісні: «Цунамі», «Організація», «Мох» та «Колесо». Дев'ятихвилинний сингл «Кто убил Марка?», що передував виходу «Смутного часу», у плейлист платівки не увійшов.

## Історія
1 листопада 2021 року було випущено кліп «Кто убил Марка?». У його титрах можна помітити зображення, на якому слухачі побачили слова «Смутное время» і припустили, що найближчим часом репер випустить нову платівку з такою назвою. У Твіттер-акаунті артиста також був закріплений твіт від 2018 року, в якому була процитована фраза Гендальфа з роману «Дві фортеці», другої частини трилогії «Володар кілець» Джона Толкіна: «Чекай мене з першим променем сонця. Я прийду на п'ятий день зі Сходу». Слухачі припустили, що датою релізу нової платівки буде 5 листопада 2021 року, проте реліз у цей день не відбувся і ЗМІ було названо нову ймовірну дату виходу альбому — 12 листопада 2021 року. Друге припущення виявилося вірним, і новий альбом, який виявився третім за рахунком мікстейп Оксимірона, побачив світ 12 листопада. Одночасно з релізом на музичних стрімінгових майданчиках репер у своєму Telegram- каналі викладає мікстейп у вільний доступ.

## Рекламна кампанія
У зв'язку з виходом альбому за підтримки сервісу СберЗвук було запущено рекламну кампанію «Коли альбом» — у мережі з'явився сайт з логотипом, який відповідає профілю виконавця в Instagram і карта з локаціями різних міст. На вказаних на сайті локаціях знаходилися постери та білборди з написом «Коли альбом». Всього в акції брало участь дев'ять міст: Москва, Санкт-Петербург, Єкатеринбург, Воронеж, Казань, Краснодар, Ростов-на-Дону, Самара та Нижній Новгород.

## Список композицій
Мікстейп містить 36 композицій.
| По інформації з Genius: | По інформації з Genius:       | По інформації з Genius: |
| #                       | Назва                         | Тривалість              |
| ----------------------- | ----------------------------- | ----------------------- |
| 1.                      | «Мох»                         | 2:06                    |
| 2.                      | «Погружение»                  | 2:21                    |
| 3.                      | «Flashback»                   | 1:33                    |
| 4.                      | «Reality»                     | 1:31                    |
| 5.                      | «Konstrukt»                   | 1:33                    |
| 6.                      | «Мне скучно жить»             | 1:02                    |
| 7.                      | «Что такое империя?»          | 0:57                    |
| 8.                      | «Imperial»                    | 1:18                    |
| 9.                      | «Биполярочка»                 | 2:24                    |
| 10.                     | «Северная страна»             | 0:54                    |
| 11.                     | «В долгий путь»               | 1:03                    |
| 12.                     | «Athens»                      | 0:39                    |
| 13.                     | «Пора возвращаться домой»     | 1:27                    |
| 14.                     | «STRUGGLES»                   | 0:50                    |
| 15.                     | «BACK 2 GRIME»                | 0:43                    |
| 16.                     | «HPL»                         | 1:02                    |
| 17.                     | «Stereocoma»                  | 1:21                    |
| 18.                     | «Дежавю»                      | 1:34                    |
| 19.                     | «Лондонград»                  | 0:54                    |
| 20.                     | «Цунами»                      | 1:35                    |
| 21.                     | «Ветер Перемен»               | 1:08                    |
| 22.                     | «Tabasco»                     | 0:45                    |
| 23.                     | «Fata Morgana»                | 2:43                    |
| 24.                     | «Дело нескольких минут»       | 1:37                    |
| 25.                     | «Машина прогресса»            | 2:24                    |
| 26.                     | «Сказка о потерянном времени» | 1:36                    |
| 27.                     | «В книге все было по-другому» | 1:08                    |
| 28.                     | «Под дождём»                  | 3:28                    |
| 29.                     | «Aghori»                      | 0:42                    |
| 30.                     | «Горсвет»                     | 5:41                    |
| 31.                     | «Город под подошвой»          | 3:49                    |
| 32.                     | «Earth Burns»                 | 1:02                    |
| 33.                     | «Бездыханным»                 | 0:56                    |
| 34.                     | «Безумие»                     | 1:01                    |
| 35.                     | «Организация»                 | 3:21                    |
| 36.                     | «Колесо»                      | 2:23                    |
| 1:05:27                 |                               |                         |

## Реакція
Після виходу альбому шанувальники Оксимирона та профільні журналісти розділили обурення тим фактом, що «Смутні часи» виявився третім мікстейпом, з 36 треків, що містить у більшості своїй старий матеріал, за винятком кількох пісень: «Цунамі», «Організація», «Мох» і « Колесо». Через цей факт фанати репера припустили, що після мікстейпу повинен вийти «справжній альбом».